# اشاعه نوآوری
نوآوری و ایده‌های جدید همیشه و به راحتی انتشار نمی‌یابد. یکی از دغدغه‌های مهم برای بنگاه‌های نوآور، اشاعه و پذیرش نوآوری است. حتی در مواردی که نوآوری مزایای واضح و روشنی نیز دارد، پذیرش و تطبیق با آن مشکل است. در بسیاری از حوزه‌ها، فاصله زمانی زیادی بین آنچه که دانش آن به دست آمده (اختراع شده) و آنچه در عمل مورد استفاده قرار می‌گیرد، وجود دارد. بسیاری از نوآوری‌ها نیاز به سال‌ها زمان داشته تا به طول گسترده توسط جامعه پذیرفته شود.
راجرز در نظریه اشاعه نوآوری، «انتشار» را فرایندی تعریف می‌کند که توسط آن یک نوآوری با کانال‌های معین، طی زمان و در میان اعضای یک نظام اجتماعی مراوده می‌شود. وی انتشار نوآوری را نوعی تغییر اجتماعی می‌داند، یعنی فرایندی که توسط آن در ساختار و کارکرد نظام اجتماعی دگرگونی ایجاد می‌شود. زمانی که ایده‌های جدید عملی، منتشر و پذیرفته شد (یا رد شد) و پیامدهای خاصی داشت، تغییر اجتماعی اتفاق می‌افتد. وی منحنی پذیرش نوآوری را به صورت منحنی استاندارد زنگوله‌ای شکل معرفی می‌کند و پذیرندگان نوآوری را بر حسب قابلیت نوآوری‌شان (میزان نوآور بودن و یا پذیرش نوآوری) به پنج گروه تقسیم می‌کند:
۱) نوآوران ۲) پذیرندگان اولیه ۳) اکثریت اولیه ۴) اکثریت دیرآمده ۵) عقب افتادگان
مطابق با این نظریه هیچ‌گاه نوآوری ۱۰۰ درصد پذیرفته نمی‌شود. البته باید توجه داشت که منحنی پذیرش نوآوری‌ها در عمل با منحنی نرمال متفاوت است. از نظریه انتشار نوآوری راجرز در تجاری سازی نتایج پژوهش، نوآوری حاصل از فرصتهای فناوری و بازاریابی محصولات جدید استفاده می‌شود. فرایند نوآوری با مدل راجرز می‌تواند تطبیق داده شود تا با کمک آن ویژگی‌های رفتاری و اجتماعی در مراحل مختلف فرایند نوآوری در داخل سازمان توضیح داده شود.
یکی از بانفودترین مطالعات اشاعه که تا کنون انجام گرفته درباره اشاعه بذر پیوندی ذرت در میان کشاورزان آیووا است (Ryan & Gross, 1943). نوآوری فوق که در سال ۱۹۸۲ برای کشاورزان آیووا رواج یافت منتج به نوآوری‌های کشاورزی و انقلابی در بازدهی کشاورزی شد. مطالعه گراس و رایال سرمشق کلاسیک اشاعه را شکل داد. این تحقیق هر یک از چهار عنصر اصلی اشاعه را دربر گرفت: (۱) یک نوآوری (۲) از مجاری معینی (۳) طی زمانی و (۴) در میان افراد یک نظام اجتماعی ابلاغ می‌شود.